# Öhringen
Öhringen est une ville du Bade-Wurtemberg en Allemagne. C'est la ville la plus peuplée de l'arrondissement de Hohenlohe.

## Géographie
Öhringen est à 25km à l'est d'Heilbronn sur un plateau du nord-est du Bade-Wurtemberg à la limite des forêts de Franconie et de la vallée du Kocher.

## Histoire
| Appartenances historiques Seigneurie d'Hohenlohe 1253-1450 Comté d'Hohenlohe 1450-1551 Comté d'Hohenlohe-Neuenstein 1551-1701 Comté d'Hohenlohe-Öhringen 1701-1764 Principauté d'Hohenlohe-Öhringen 1764-1806 Royaume de Wurtemberg 1806-1918 République de Weimar 1918-1933 Reich allemand 1933-1945 Allemagne occupée 1945-1949 Allemagne 1949-présent |

Alors que le village s'appelait Oringowe, c'est-à-dire le pagus ou le gau sur l'Ohrn, l'évêque Gérard III de Ratisbonne fonde une abbaye en 1037. l'endroit était sans doute peuplé depuis les mérovingiens, bien qu'il ne subsiste de documents antérieurs.
Öhringen était autrefois la résidence de la famille princière des Hohenlohe-Öhringen, issue d'une branche protestante des Hohenlohe. La principauté a disparu, lorsque Napoléon a intégré les États des Hohenlohe dans le nouveau royaume de Wurtemberg en 1806.

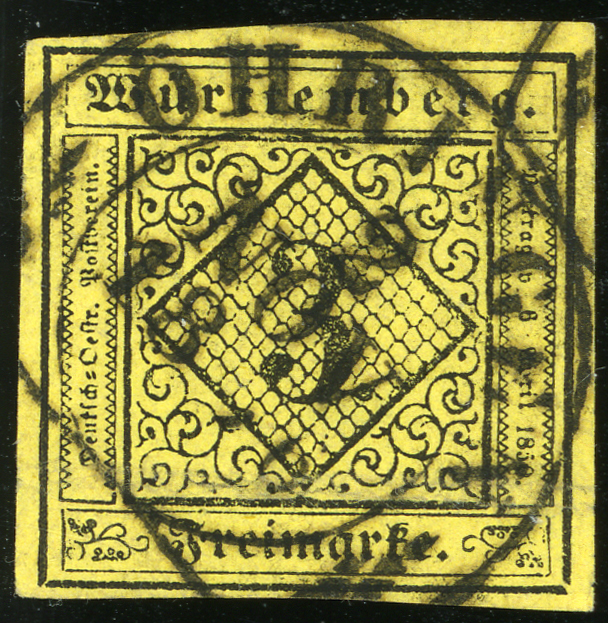
Oblitération de 1856 dans le Royaume de Wurtemberg

## Religion
ce sont des protestants, il y a une église  très jolie

## Personnalités
- Mathilde de Hohenlohe-Öhringen, princesse de Schwarzbourg-Sondershausen (1814-1888)
- Susanne Hirzel (1921-2012), résistante antinazie y est née
- Georg Klein (1964-), compositeur allemand, y est né ;
- Les ancêtres de l'illustrateur Tomi Ungerer, bouchers installés en Alsace en 1674 sont originaires de Öhringen.